# بوبكر بيجيلي
بوبكر بيجيلي سالم هو لاعب كرة قدم موريتاني دولي (من مواليد 7 ديسمبر عام 1994)، يلعب في مركز الهجوم لصالح نادي نواذيبو المنافس ضمن أندية الدوري الموريتاني الممتاز منذ يناير 2019، والذي قدم إليه بعد تجربة احترافية قصيرة مع نادي حمام الأنف التونسي (بين صيف 2018)، وشتاء 2019، وسبق له اللعب لعدة سنوات في نادي لكصر، حيث قضى معه فترة جيدة تُوِّج خلالها معه بلقب كأس موريتانيا، كما أحرز معه لقب هداف الدوري. كما سبق له أن خاض تجربة احترافية قصيرة في الدوري الجزائري.

## وصلات خارجية
- بوبكر بيجيلي على موقع ناشيونال فوتبول تيمز (الإنجليزية)
- بوبكر بيجيلي على موقع Soccerway.com (الإنجليزية)